# Pingasa furvifrons
Pingasa furvifrons là một loài bướm đêm trong họ Geometridae.